# 小川原站
小川原站（日语：／ Kogawara eki */?）是位於青森縣上北郡東北町，屬於青森鐵道青森鐵道線的鐵路車站。車站與青森縣道8号八戶野邊地線並行。車站取名於位於北端的小川原湖。

## 車站結構
車站正式的入口是位於遠離縣道的一側。
設有一座與西平內站相同、以水泥建成的單層平房式簡易站房，為第二代站房。本站原來只是一個信號場，後來獲昇格為車站，並且設有站房及站員駐守，但由於很快便降為無人站，因此於1977年，改採用水泥建成簡易式站房，不設站務室及大門。與西平內站相反，站房的出入口位於左側，乘客穿過開放式通道便可直接進入月台範圍。右側為候車室，採用單扉門，室內右側設有一排獨立式座位，是國鐵時代後期東北地區較常見的款式。最右端為儲物室及一間共用式洗手間，入口處有洗手盤，不過約於2002年時洗手間被停用，原來的入口和排氣孔也被封起。站房右側則另外有一座細小的水泥建築物用作儲物房。
本站是由三澤站管理。

### 月台配置

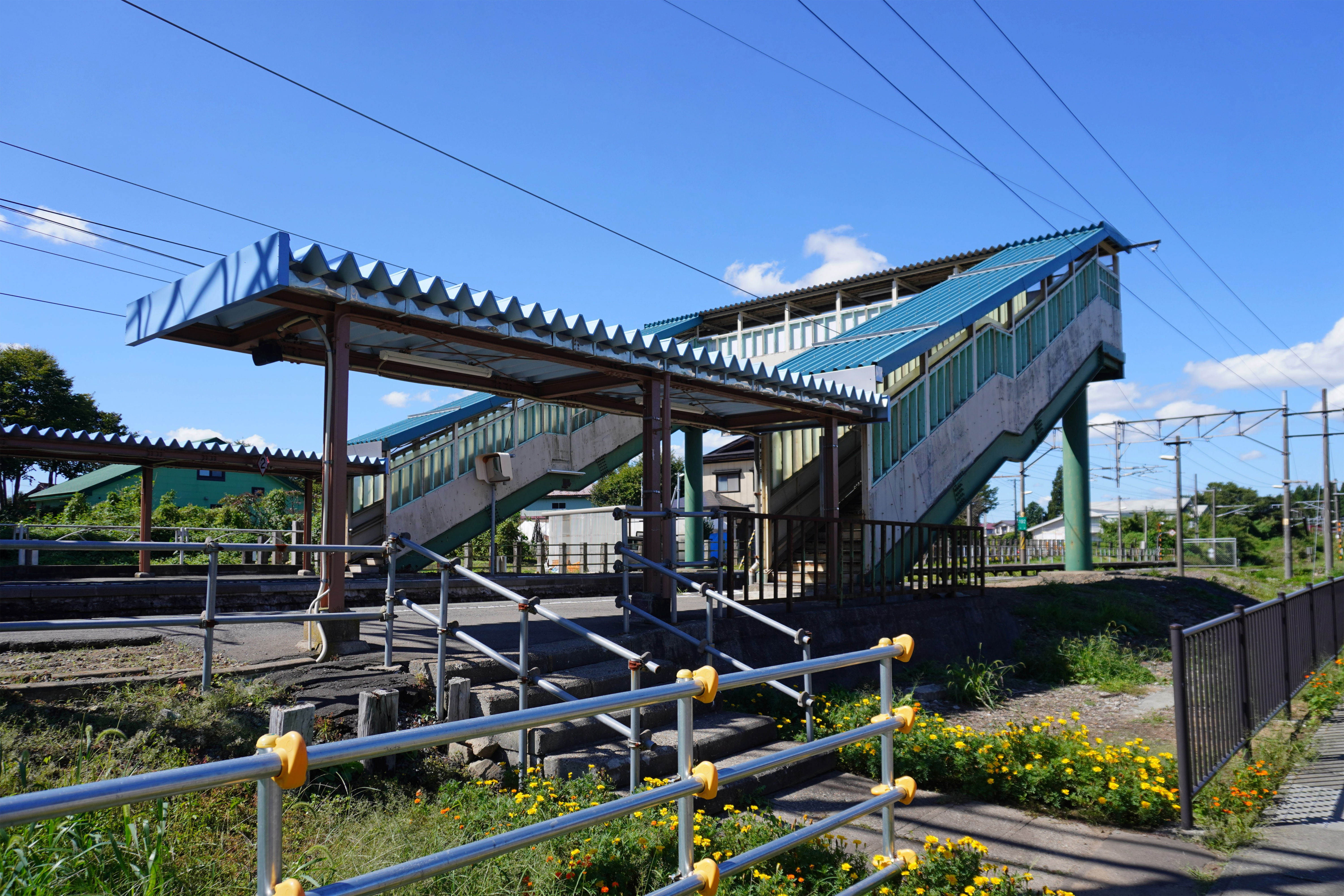
國道側出入口（2023年9月）

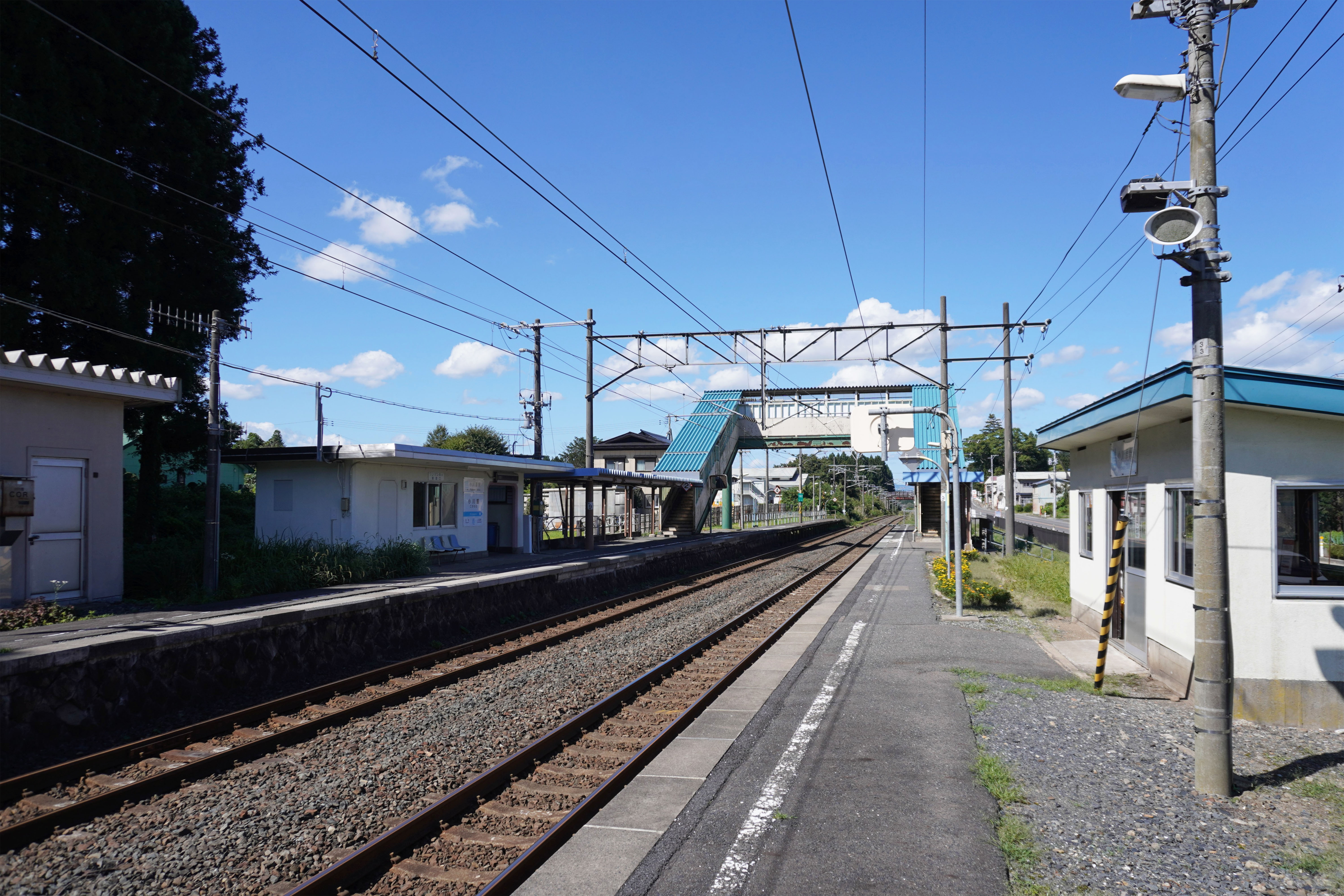
下行（左側）及上行（右側）月台（2023年9月）

設有侧式站台2個，其中往青森方的長度約為160米、往八戶方約為180米，有效長度分別為8輛及9輛。兩個月台大部份均以石頭及水泥所砌成，但前方均以鐵架及鐵板令其增長。月台之間透過有上蓋和膠板的跨线行人天橋连接，行人天橋亦作為車站兩側的連絡。因此在靠向國道的下行月台亦設有一個樓梯出入口。而連接兩個出入口、行人天橋及站房之間的月台均設有上蓋，是其他使用量較低的車站沒有的安排。其實在向青森方的不遠處，早已設有「濱道踏切」平交道，但因屬「設有警報器但沒有遮斷機」的「第3類平交道」，進出也較為窄，對比不用橫越路軌且備有上蓋的行人天橋來說，安全度相對較低。
除了下行月台的簡易站房外，上行站台上也設有一座以水泥建成的候車室，面積與簡易站房相約。這個候車室設有趟門，四邊牆均設有窗戶，室內設有一張連貫式、配有椅背的木長櫈，旁邊放有清潔及除雪用的工具。
兩個月台皆沒有月台編號，位於站房內的發車時間表只顯示「上行」和「下行」，並提示往野邊地和青森的乘客，需前往對面的月台乘車。
往青森方向有少部份的月台被劃入在隔鄰的小字「館野」內。
| 月台   | 路線        | 方向 | 目的地           |
| ------ | ----------- | ---- | ---------------- |
| 站房侧 | ■青森鐵道線 | 下行 | 野边地、青森方向 |
| 國道侧 | ■青森鐵道線 | 上行 | 八戶方向         |

## 历史
- 1944年8月1日：小川原信号场投入运营。
- 1953年6月10日：升级为小川原站，开始办理客运业务。
- 1971年8月15日：取消行李提取服務[1]及无人化[2]，成为上北町站管辖车站。
- 1977年3月：站房改建為水泥造平房式簡易站房[3][4]。
- 1987年4月1日：国铁分割民营化后成为JR东日本车站。
- 2010年12月4日：隨东北新干线全线开通运营后，移交至青森铁道。

## 使用狀況
《青森縣統計年鑑》及北上町官方網頁均沒有顯示本站使用人數的資訊。而根據國土交通省「國土數值情報」，本站是青森鐵道線中日均使用量最低的車站。以下為本站1日平均上下車人次：
| 乘車人次變化 | 乘車人次變化       |
| 年度         | 1日平均 上下車人次 |
| ------------ | ------------------ |
| 2011         | 40                 |
| 2012         | 40                 |
| 2013         | 33                 |
| 2014         | 34                 |
| 2015         | 41                 |
| 2016         | 32                 |
| 2017         | 28                 |
| 2018         | 28                 |
| 2019         | 39                 |
| 2020         | 22                 |
| 2021         | 19                 |
| 2022         | 17                 |

## 相鄰車站
青森鐵道
■青森鐵道線
□快速 「下北」
通過
■普通
三澤－小川原－上北町

## 外部連結
- 青森鉄道小川原站 （页面存档备份，存于）